# El Calvario, Guerrero
El Calvario är en ort i Mexiko.   Den ligger i kommunen Chilapa de Álvarez och delstaten Guerrero, i den södra delen av landet, 210 km söder om huvudstaden Mexico City. El Calvario ligger 1 723 meter över havet och antalet invånare är 294.
Terrängen runt El Calvario är kuperad. Runt El Calvario är det ganska glesbefolkat, med 39 invånare per kvadratkilometer. Närmaste större samhälle är Chilapa de Alvarez, 7,8 km norr om El Calvario. Omgivningarna runt El Calvario är en mosaik av jordbruksmark och naturlig växtlighet.